# 劉孝綽
劉孝綽（りゅう こうしゃく、481年 - 539年）は、南朝梁の文学者。名は冉。字は孝綽。本貫は彭城郡彭城県安上里。

## 生涯
斉の大司馬霸府従事中郎の劉絵の長男として生まれた。劉孝綽の一族は、祖父の宋の司空劉勔をはじめ、南朝において多くの高官を輩出した家柄であった。劉孝綽は7歳で文章を綴るなど、幼い頃から聡明で名高かった。母の兄弟の王融からは神童と呼ばれ、「私の死後はこの子が天下の文章を担うだろう」と言われていた。父の劉絵は斉の時代、詔勅の起草に携わっていたが、15歳にならない劉孝綽に代筆させていたという。父の友人である沈約・范雲・任昉ら、当代一流の文人たちからも劉孝綽は非常に可愛がられた。
天監年間の初め、起家して著作佐郎となるがすぐに辞任。その後、太子舎人に遷り、すぐに尚書水部郎を兼任した。梁の武帝の宴席で沈約らとともに詩を作るよう命じられると、劉孝綽の作った詩は武帝に大変賞賛された。その後安成王蕭秀の幕僚や太子洗馬・上虞県令などを歴任した。都に戻ると、周捨の推薦によって当時天下第一の清官とされていた秘書丞に任命された。当時、皇太子の蕭統（昭明太子）は多くの文人を招き、彼らと詩文のやりとりをしていた。太子が楽賢堂を再建した時、そこに配下の文人たちの姿を描かせたが、劉孝綽はその筆頭に描かれた。さらに太子は自分の文集の選定を劉孝綽に任せ、その序文を書かせるなど非常に厚遇した。また太子が編纂したとされる『文選』にも、劉孝綽は深く関与したという見解がある。
劉孝綽の文章は当時世間で高く評価され、後進の模範となり、朝に完成した詩文が夜には世に広まっているという具合であった。一方で自らの才能をたのみ言動を慎まず、気に入らない相手は、言葉を極めて悪口を言って憚らなかった。このためしばしば人々の反感を買い、5度に渡って免官された。劉孝綽が免官されるたび、昭明太子・晋安王蕭綱（後の簡文帝）・湘東王蕭繹（後の元帝）らは手紙を送って彼を慰め、武帝は宴席を開くたびに彼を呼び寄せて陪席させた。後に秘書監に任じられ、在任中の大同5年（539年）に死去した。享年59。
劉孝綽の兄弟親戚70人ほどもみな文才に長け、世間にやはり重んじられた。劉孝綽の妹の劉令嫺は、尚書僕射徐勉の子の徐悱に嫁いだが、徐悱が亡くなると彼の祭文を書き、その見事な出来映えに徐勉は子の哀文を作るのをやめたという。

## 伝記資料
- 『梁書』巻33
- 『南史』巻39